# Casting Shadows
Casting Shadows – pierwszy minialbum brytyjskiej grupy muzycznej Sylosis. Został wydany 12 października 2006 roku przez wytwórnię płytową In at the Deep End Records.

## Lista utworów
1. "Dark Revelations" – 4:03
2. "Casting Shadows" – 4:36
3. "The Bereaved" – 5:09
4. "Oath of Silence" – 5:05
5. "Beneath Black Clouds" – 2:39